# Stillmes
Der Stillmes ist eine 419,5 m ü. NHN hohe, vollständig bewaldete Erhebung und befindet sich zu überwiegenden Teil im Gerstunger Forst, einem geschlossenen Waldgebiet der  Gemeinde Gerstungen im Wartburgkreis in Thüringen. Naturräumlich zählt der Berg zum östlichen Teil des Solztrottenwaldes im Richelsdorfer Gebirge.
Der Flurname „Stillmes“ ist als Wüstung in mittelalterlichen Amtsbeschreibungen verzeichnet. Die genaue Lage dieser Wüstung ist unbekannt, da Nachforschungen durch die Grenzlage im Sperrgebiet unterbleiben mussten. Während der DDR-Zeit lag der Gerstunger Forst unzugänglich im Sperrgebiet. Der Richelsdorfer Anteil befindet umfasst den steilen Westhang des Stillmes. Auch dieser Teil ist bewaldet. In Mittelhanglage befindet sich am oberen Rand einer Schneise ein Gedenkstein.